# Cottunculus
Cottunculus is een geslacht van straalvinnige vissen uit de familie van psychrolutiden (Psychrolutidae). Het geslacht is voor het eerst wetenschappelijk beschreven in 1875 door Collett.

## Soorten
- Cottunculus granulosus Karrer, 1968
- Cottunculus konstantinovi Myagkov, 1991
- Cottunculus microps Collett, 1875
- Cottunculus nudus J. S. Nelson, 1989
- Cottunculus sadko Essipov, 1937
- Cottunculus spinosus Gilchrist, 1906
- Cottunculus thomsonii (Günther, 1882)
- Cottunculus tubulosus Byrkjedal & Orlov, 2007